# Pwyll
Pwyll  je jedan od velikih galskih junaka. Toliko je hrabar da ga jedna pustolovina odvede na onaj svijet kako bi pobijedio vrlo moćno biće.

## Neobičan lov
Pwyll jako voli lov, kao i sve galske velmože. Jednog jutra zađe u šumu progoneći jelena. Odjednom ugleda kako nepoznati lovac juri za istom životinjom kao i on. Taj čovjek, s dva neobična bijela psa crvenih ušiju, uspije prvi oboriti jelena. No Pwyll, obuzet srdžbom, ipak se dokopa životinje. "Zovem se Arawn i gospodar sam onoga svijeta", reče mu uvrijeđeno lovac. "Duguješ mi odštetu!"

## Pwyll na onome svijetu
Arawn mu dade sljedeću zadaću: "Zauzet ćeš moje mjesto i preuzeti moj lik tijekom jedne godine i jednog dana, a ja ću živjeti ovdje. Pobijedit ćeš mojega smrtnog neprijatelja Hafgana koji me često napada. Ali pazi: Da bi ga ubio moraš ga samo jednom udariti! Udariš li ga dvaput, neće umrijeti, već će postati još jači."

## Izvršena zadaća
Pwyll učini kako mu je rečeno i ubije Hafgana. Premda je bio bog, Arawn je trebao pomoć toga hrabrog mladića da pobijedi svoga neprijatelja. Nakon toga, Pwyll i Arawn postadoše veliki prijatelji. Jedan drugoga obdare vrijednim poklonima - konjima i blagom.